# Schloss Hagen (Linz)

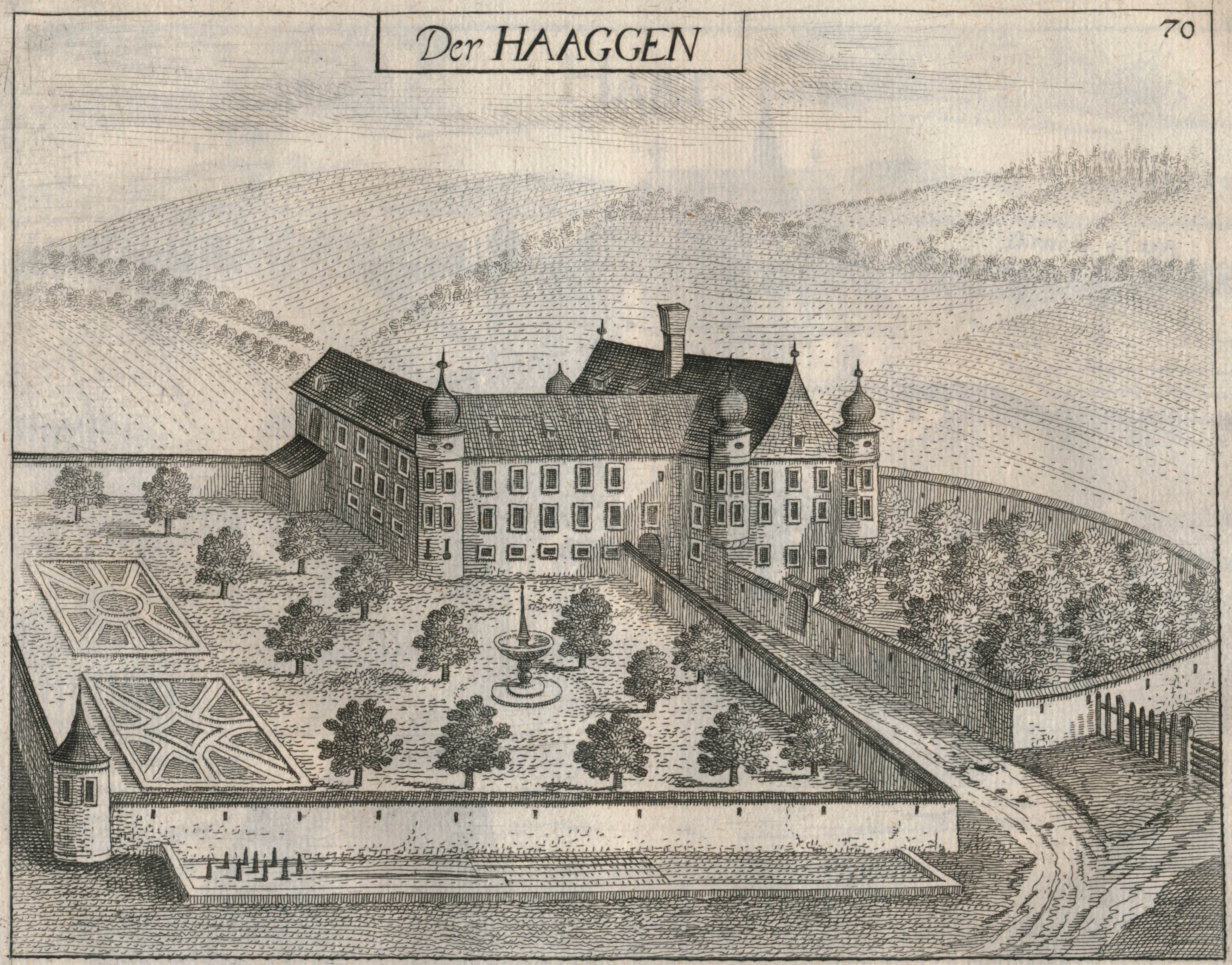
Abbildung des Schlosses Hagen von 1677 von Georg Matthäus Vischer

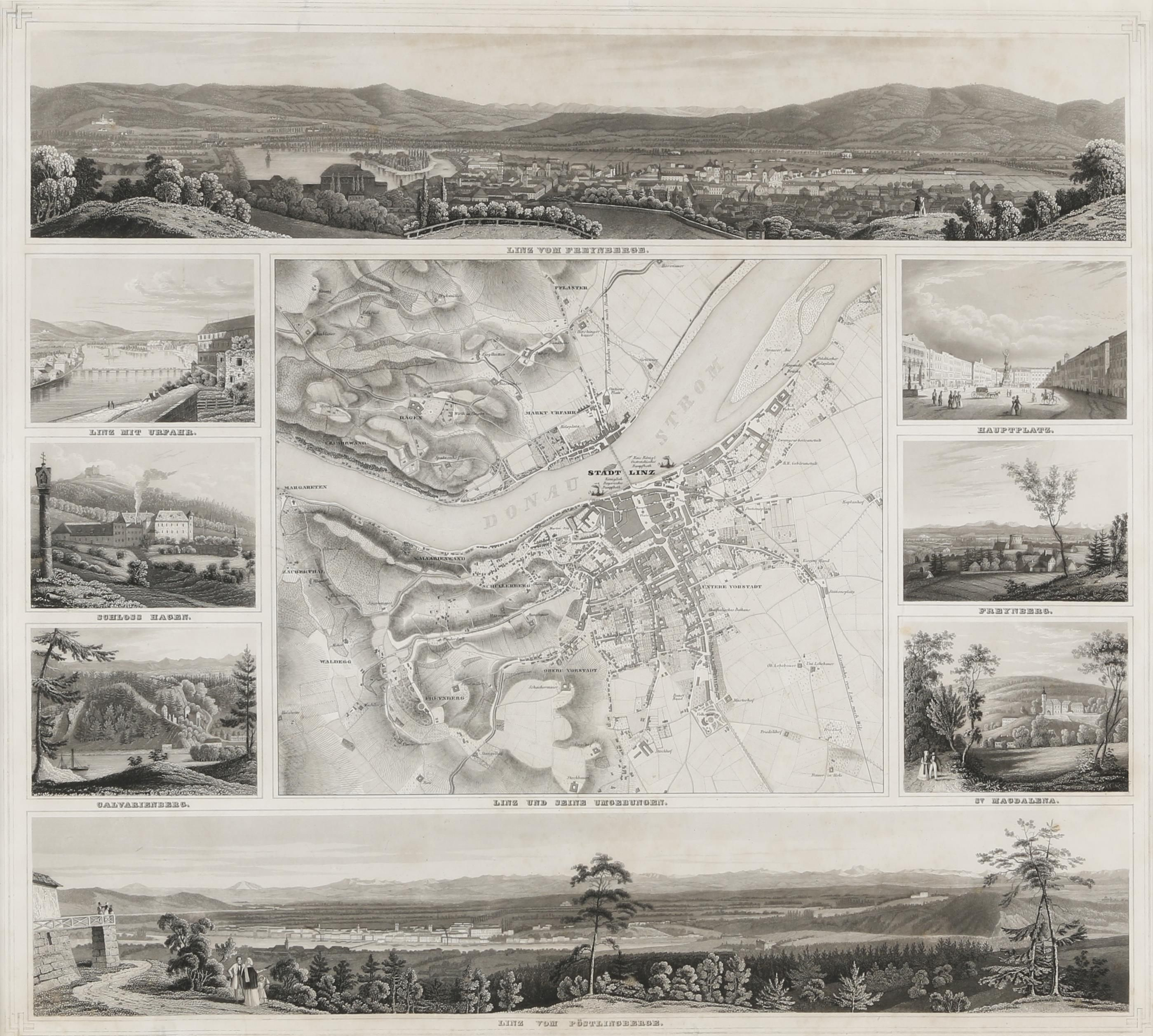
Linz mit Schloss Hagen Mitte 19. Jh.

Das Schloss Hagen (geschichtlich auch Der Haaggen) war ein Landgut am Fuße des Pöstlingbergs im Linzer Stadtteil Urfahr-Zentrum. Das Gut fand 1414 erstmals Erwähnung in einer urkundlichen Nachricht von Reinprecht II. von Walsee, Hauptmann ob der Enns. Im Jahr 1609 wurde es zu einem freien Edelmannsitz erhoben und unterstand fortan der Herrschaft des jeweilig regierenden Landesfürsten. Ab diesem Zeitpunkt wird das Gut als Schloss Hagen betitelt. In den folgenden Jahrhunderten wechselte es mehrfach den Besitzer. Während des Zweiten Weltkriegs wurde das Schloss durch Bombenangriffe beschädigt. 1963 kam es zum endgültigen Abriss des Schlosses.

## Bedeutung des Namens
Bezüglich der historischen Bedeutung und Herleitung des Wortes Hagen gibt es verschiedene Ansätze: Entweder es stammt vom Wort „Gehacke“ ab, was so viel bedeutete wie „verschlagenes Holz zur Verteidigung“, oder vom Wort „Gehege“, was einen eingefriedeten Platz für Vieh bezeichnete. Des Weiteren könnte der Name von der Hagenbuche abstammen, die oftmals für Einfassungen verwendet wurde, beispielsweise für Kultstätten. Laut der gängigsten und wahrscheinlichsten Interpretation leitet sich der Name Hagen von sogenannten „Haken“ ab. Darunter wird ein Symbol auf Steinen in Steinkreisen verstanden, das ungefähr wie ein gespiegelter Einser aussieht. Weitere Schreibweisen für den Namen des Schlosses waren: Haaggen, Haggen und Hakken.

## Geschichte

### Frühe Geschichte vom 14. Jahrhundert bis Ende des 16. Jahrhunderts

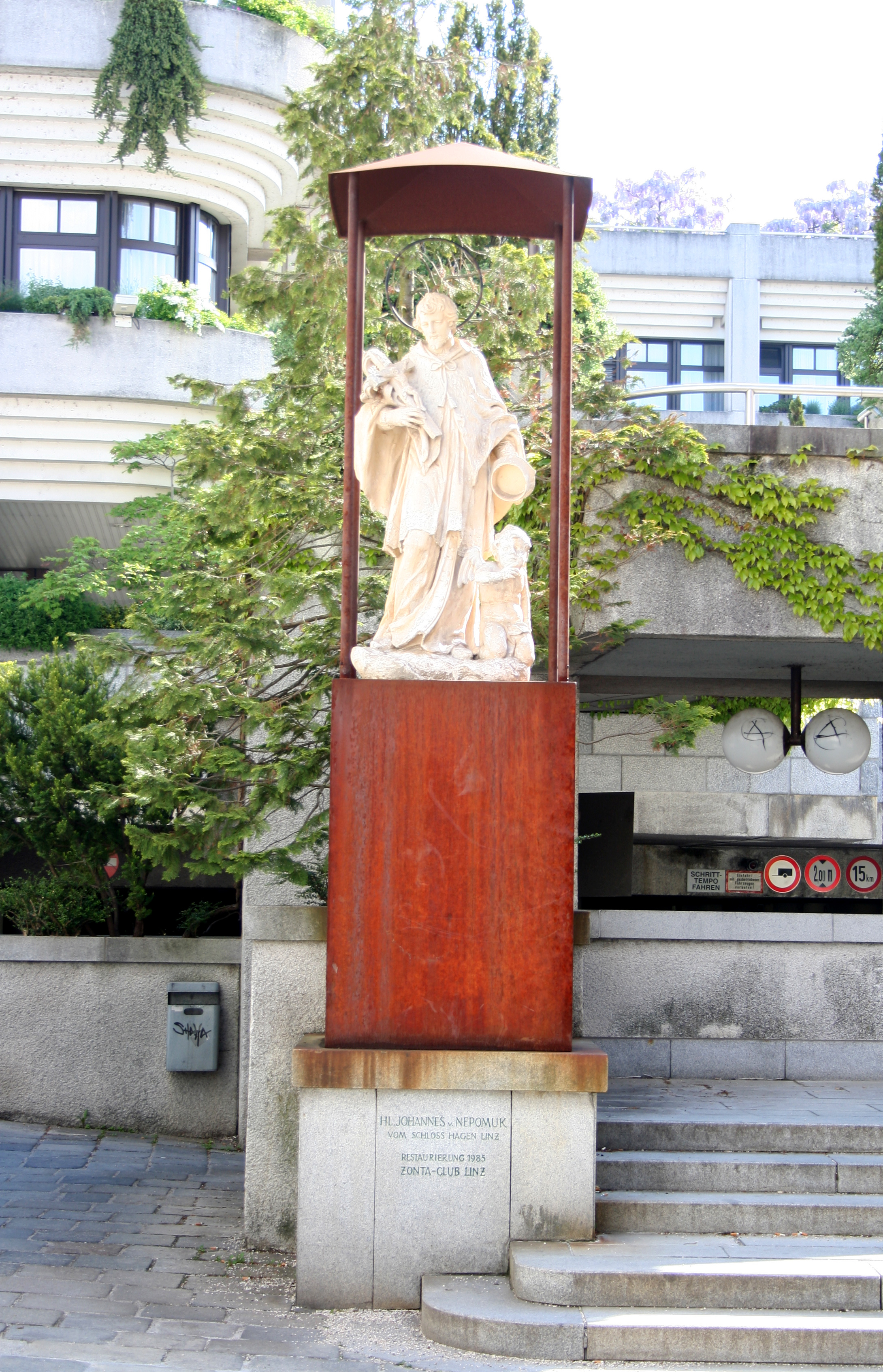
Eine Statue des hl. Nepomuk aus den ehemaligen Gärten des Schlosses Hagen

Im Mittelalter – der Zeitraum ist nicht mehr genau datierbar – entstand eine Vielzahl von Bauernhöfen und Gütern am Fuße des Pöstlingbergs. Eines dieser Güter war das spätere Schloss Hagen. Es war bis Anfang des 17. Jahrhunderts noch ein einfaches Gut, das im Laufe der Jahrhunderte verschiedensten Herrschaften unterworfen war.
Das spätere Schloss Hagen fand am 17. Jänner 1414 erstmals urkundliche Erwähnung in einer Nachricht von Reinprecht II. von Walsee, Hauptmann von Österreich ob der Enns sowie Hofmeister von Albrecht V. Er belehnte darin seinen Diener Hanns Alt mit dem Gut am Hagen. Zuvor hatte sich das Gut im Besitz von Engelhart Kammerer befunden. Reinprecht II. verstarb 1422 und sein Nachfolger Reinprecht IV. von Walsee belehnte 1423 abermals Hanns Alt mit dem Gut Hagen. 1426 verstarb Hanns Alt. Sein gleichnamiger Sohn wurde der nächste Lehensmann des Gutes. Insgesamt verweilte das Gut 40 Jahre lang im Eigentum von Hanns Alt und seinen Nachfahren.
In den folgenden Jahrzehnten wechselte das Gut mehrfach den Besitzer, bis im Januar 1571 Christoff Hackl zu Lustenfelden sämtliche Rechte daran erwarb und das Gut durch einen Neubau ersetzte. Auch der Meierhof und die Brauerei wurden umgebaut. Wurde das spätere Schloss bis 1571 noch oftmals als einfaches Gut bezeichnet, wandelte es sich durch die tiefgreifenden Um- und Ausbaumaßnahmen zu einem ansehnlichen Landgut. Mit hoher Wahrscheinlichkeit kann angenommen werden, dass Christoff Hackl nicht vorhatte, das Landgut weiterhin landwirtschaftlich zu nutzen. Nach seinem Tod 1577 kam es zu großen Streitigkeiten um sein Erbe. Der Kaiser musste schließlich eingreifen, um den Besitz des Landgutes Hagen zu regeln. Schlussendlich ging das Landgut irgendwann zwischen 1582 und 1586 an Niclas Khüeberger (der genaue Zeitpunkt ist nicht bestimmbar), wobei es nur einige Jahre in seinem Besitz verweilte. Die nächste Besitzerin war Barbara, die Tochter von Niclas Khüeberger. Möglicherweise war das Schloss ein Geschenk zu ihrer Hochzeit. Es gibt Hinweise darauf, dass unter dem Besitz von Barbara Khüeberger und ihrem Ehemann Stefan Engl das Landgut weiter aus- und umgebaut worden sein könnte. Nach dem Tod ihres ersten Mannes heiratete Barbara Khüeberger erneut und hieß von da an Barbara Bischof.
Die älteste bekannte bildliche Darstellung des Landguts Hagen ist ein Stich von Georg Hufnagel vom Ende des 16. Jahrhunderts. Auf dem Bild ist das Gut als dreigeschoßiges vierkantiges Gebäude mit einem Hof in der Mitte und zwei Ecktürmen zu sehen. Diese Form, Massivität und damit verbundene gute Eignung des Schlosses, etwaigen Angriffen standzuhalten, ist durchaus als ungewöhnlich für Landgüter in jener Zeit zu bezeichnen. An der südöstlichen Seite des Gebäudes schloss sich ein weiterer Bau an, dessen Nutzung heute nicht mehr nachvollziehbar ist. Es könnte sich hierbei um ein Wirtschaftsgebäude gehandelt haben.

### Geschichte im 17. Jahrhundert

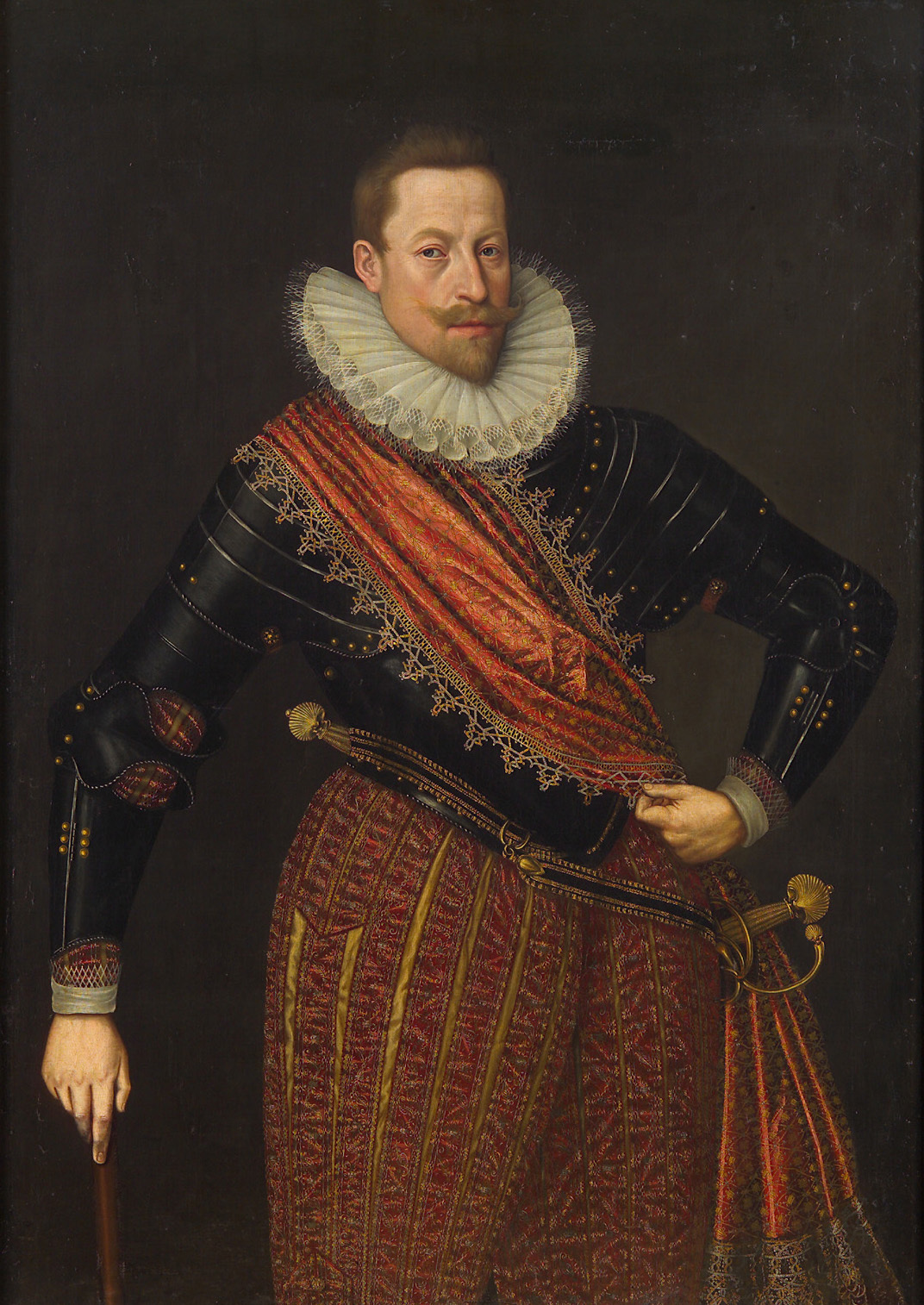
Erzherzog Matthias, der das Landgut 1609 zum Schloss erhob

Bereits 1604 ersuchte Barbara Bischof den Kaiser Rudolf II., das Landgut Hagen zu einem Edelmannsgut zu erheben. Unter der Herrschaft dieses Kaisers kam es aber zu keinerlei Entscheidung in dieser Angelegenheit. Erst am 6. August 1609 wurde das Landgut Hagen von Erzherzog Matthias, dem Bruder Kaiser Rudolfs II., zu einem freien Edelmannsgut erhoben und trug fortan den Namen Schloss Hagen. Die Befreiung von Schloss Hagen bedeutete, dass es nur mehr der Herrschaft des Landesfürsten unterstand. Des Weiteren wurde es der Besitzerin Barbara Bischof sowie ihren Erben erlaubt, sich „von Haggen“ zu nennen.
Die Ernennung des Landgutes Hagen zu einem Edelmannsgut brachte eine Vielzahl von Vorteilen. Beispielsweise wurde es vor Eingriffen benachbarter Landgerichte geschützt. Der jeweilige Besitzer erhielt das sogenannte niedere Jagdrecht, das ihm erlaubte, auf fremden Gründen zu jagen.
Es ist sehr wahrscheinlich, dass Schloss Hagen während des 9-wöchigen Bauernaufstands in Linz im Jahr 1626 stark zu leiden hatte. Der Nordwesttrakt des Schlosses scheint davon besonders stark betroffen gewesen zu sein. Es ist nicht ganz klar, ob dieser Trakt nach dem Bauernaufstand komplett neu erbaut oder stark renoviert werden musste. Auch der Südwesttrakt erlitt mit großer Wahrscheinlichkeit Beschädigungen. Er wurde entweder nur mehr niedriger wiedererbaut oder in nur reduzierter Form.
Inzwischen war Schloss Hagen in das Eigentum der Familie Schmidtauer übergegangen. 1636 veräußerte der damalige Schlossherr, Hans Adam Schmidtauer, rund die Hälfte des zum damaligen Zeitpunkt zum Schloss gehörenden Besitzes an seinen Schwager Georg Carl Füeger. Über den Zustand des Schlosses in den 40er Jahren des 17. Jahrhunderts ist nur wenig bekannt. Es ist zu vermuten, dass es weiter abgewirtschaftet wurde und stark an Ansehen verlor.
1645 oder 1647 wechselte das Schloss erneut den Besitzer. Es gehörte fortan Georg Christoph Ernst Freiherr von Schallenberg. Nun wurde das Aussehen des Schlosses erneut stark verändert. Dies ergibt sich aus einer Darstellung des Schlosses in einer Federzeichnung von Wenzel Hollar aus den 30er Jahren des 17. Jahrhunderts. Hier bestanden erstmals zwei Erkertürmchen auf der nördlichen Seite. Diese beiden Erkertürmchen sind vor allem relevant, weil sie bis in das 20. Jahrhundert hinein das Aussehen des Schlosses geprägt haben. Zu Mitte des 17. Jahrhunderts bestand des Weiteren eine Kapelle mit einem Turm, die sich an den Nordflügel des Schlosses anschloss. Aufgrund der Bautätigkeiten am Schloss Hagen kam es zu zahlreichen Auseinandersetzungen zwischen dem Freiherrn und der Stadt Linz. Die Ziegelei, die dazumal Teil des Schlosses Hagen war, – genauer gesagt die Ziegelherstellung und der Verkauf – blieb bis ins 19. Jahrhundert eine wirtschaftliche Einnahmequelle für das Schloss. Unter Hans Adam Schmidtauer waren der Ziegelstadel und der Ofen veräußert worden. Dabei war es jedoch nicht geblieben, denn Christoph Ernst von Schallenberg hatte die Ziegelei zurückgekauft. Unter anderem wurden Ziegel für das Landhaus und das Kremsmünsterer Stiftshaus angefertigt.
Bis 1670 blieb das Schloss Hagen im Besitz von Christoph Ernst von Schallenberg. Am 15. März 1670 ging das Schloss in das Eigentum von Sara Sophia von Cronpichl, eine geborene Schmidtauer, über. In den 70er Jahren des 17. Jahrhunderts veränderte sich das Aussehen des Schlosses erneut. Die früheren Türme des Nordtraktes wurden zu Runderkern reduziert. Auf der nordöstlichen Seite des Schlosses befand sich ein richtiger Eckturm. Das Schloss verfügte zu dieser Zeit über vier Tore und einen großen Hof, in dem sich ein Schöpfbrunnen befand. Die Außen- und Innenfassaden des Schlosses Hagen wiesen Sgraffitodekorationen auf. Im bereits zuvor genannten Hof befand sich zu jener Zeit das Sgraffito einer Sonnenuhr. Gewiss ist, dass eine Kapelle zum damaligen Zeitpunkt zum Schloss gehörte. Unklar ist jedoch, wo sich diese genau befand. Die Abbildung eines größeren Rauchfangs auf der östlichen Seite des Schlosses lässt auf die Existenz einer Brauerei schließen. Unter Sara Sophias Sohn Ferdinand Carl zu Cronpichl erlebte die Brautätigkeit einen Aufschwung, was zu erneuten Auseinandersetzungen mit der Stadt Linz führte.

### Geschichte im 18. Jahrhundert

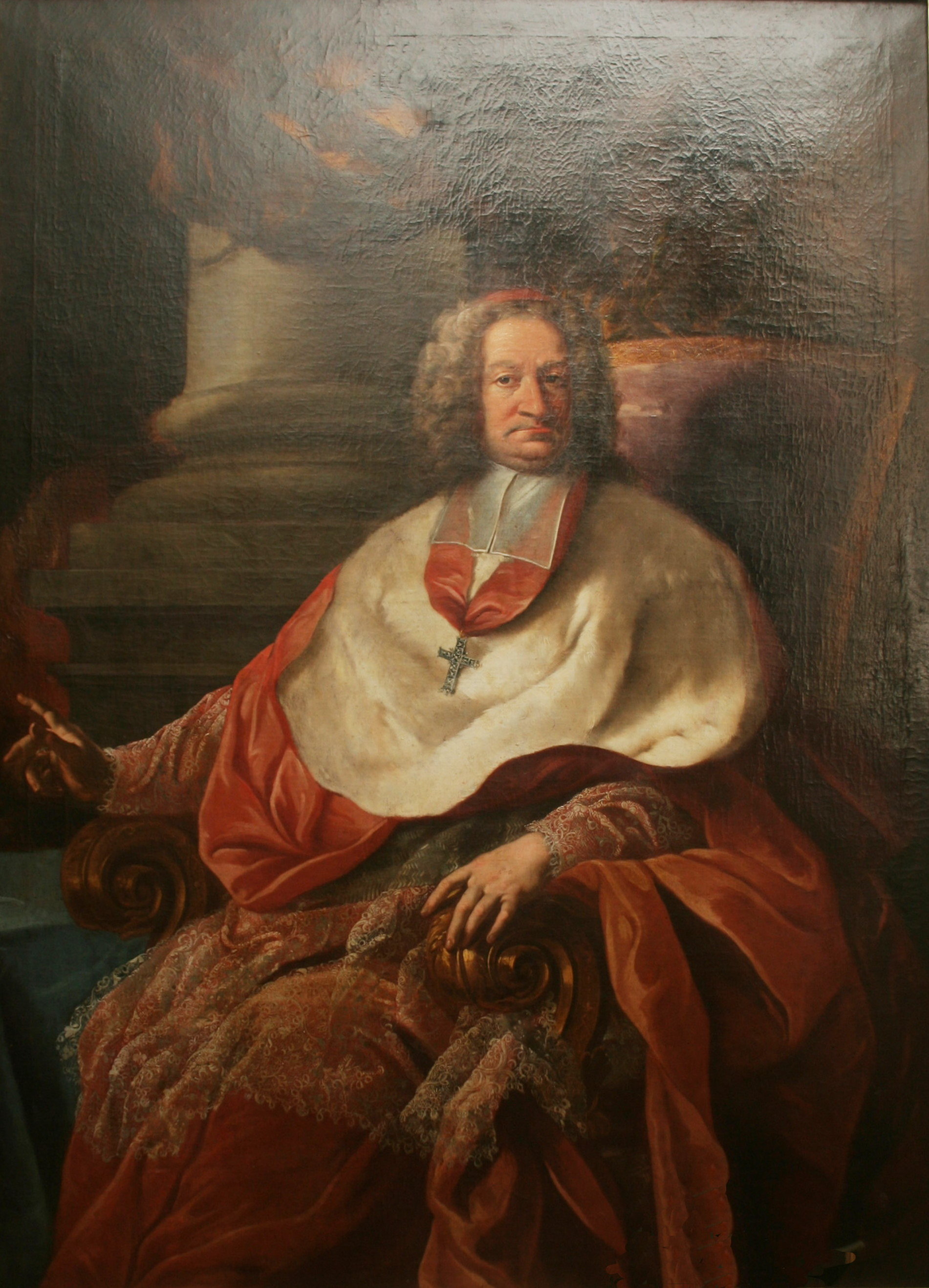
Leopold Anton von Firmian, einer der berühmtesten Gäste des Schlosses Hagen im Jahr 1732

1700 verkaufte Ferdinand Carl zu Cronpichl das Schloss an Johann Ferdinand Graf von Salburg. Gemäß den noch erhaltenen Unterlagen bezüglich dieses Verkaufes waren das Schloss selbst und die zu dieser Zeit zum Schloss gehörenden vier Gebäude, sowie die Ziegelei, in keinem guten Zustand. Grund für diesen Kauf könnte dennoch das zu dieser Zeit ertragreiche Brauhaus gewesen sein. Der Graf von Salburg nahm kleinere Umbauten am Schloss vor. Er verstarb 1725. Die nächste Schlossherrin war seine Tochter Maria Franzisca Freifrau von Clam. Darauffolgend erbte es ihr Sohn Johann Nicolaus Freiherr von Clam. Zu den glanzvollen Höhepunkten im Besitz der Freiherrn von Clam gehörte 1732 die Nutzung des Schlosses durch Leopold Anton von Firmian, Fürsterzbischof von Salzburg. Er verweilte zu dieser Zeit aufgrund einer Audienz bei Kaiser Karl VI. einige Tage in Linz. Es könnte sein, dass im Zusammenhang mit diesem Treffen ein weiteres Wirtschaftsgebäude auf der westlichen Seite des Schlosses entstand.
Im Mai 1748 wechselte das Schloss erneut den Besitzer und gehörte fortan Heinrich Maximilian Graf von Starhemberg. In seinem Besitz wurde das Schloss vielfach verpachtet und erlitt in den damaligen Kriegen schwere Schäden. Das Schloss verfiel daraufhin immer mehr, denn weder die Starhemberger noch die jeweiligen Pächter hatten großes Interesse daran die Gebäude instand zu halten.

### Geschichte vom 19. Jahrhundert bis zur Gegenwart
1868 wurde das Schloss verkauft und verweilte bis 1892 im Besitz von Vinzenz Schweeger. Die nächste Schlossherrin war Marie Anna Stöger. Ein Jahr nach der Besitzübernahme durch sie kam es im Mai 1893 zu einem Brand im Schloss. Danach wurde wahrscheinlich der Südostturm gebaut. Die Zwiebelhelme der Türme des Schlosses wurden im 19. Jahrhundert in Spitzhelme umgewandelt. Von Marie Anna Stöger erwarben das Schloss 1896 die Brüder Josef und Karl Weingärtner und hielten es über mehrere Jahrzehnte in ihrem Besitz. Die Brauerei hingegen wurde 1900 an die Linzer Aktienbrauerei verkauft.
Beim fünfzehnten Fliegerangriff auf Linz am 8. Jänner 1945 wurde Schloss Hagen von Bomben getroffen und beschädigt. Der Maler Rudolf Steinbüchler hatte eine Zeitlang sein Atelier im Schloss. Sein Werk Blick von Schloss Hagen auf die Schlosskaserne in Linz wurde 1948 von der Österreichischen Galerie Belvedere angekauft. 1956 wurde das Schloss an eine Versicherungsanstalt verkauft. In den 1960er Jahren wurde jedoch eine notwendige Renovierung beziehungsweise ein Wiederaufbau des Schlosses vom damaligen Eigentümer aus wirtschaftlichen Überlegungen abgelehnt. 1963 wurden die letzten noch bestehenden Teile des Schlosses Hagen endgültig abgerissen. Nur das Gebäude der 1906 geschlossenen Brauerei blieb erhalten.
Danach lagen die Gründe des ehemaligen Schlosses Hagen für viele Jahre brach. Im Mai 2011 fand der Spatenstich für den Neubau des Universitätsgebäudes der Anton Bruckner Privatuniversität statt, die mit dem Wintersemester 2015/2016 vom Standort Wildbergstraße hier herauf übersiedelte.

### Berühmte Gäste
Folgende bekannte Persönlichkeiten hielten sich in Schloss Hagen auf:
- 1459: Georg von Peuerbach errichtete einen astronomischen Saal im „Hackhen“.
- 1612: Johannes Kepler erhielt von Schlossbesitzerin Barbara Bischoff einige Möbelstücke für seinen ersten Hausstand in Linz.
- 1724: Der Infant von Portugal, vermutlich Joseph I. von Portugal war am 26. Oktober zu Gast im Schloss Hagen.
- 1732: Leopold Anton von Firmian, Fürsterzbischof von Salzburg, wohnte mit seinem Gefolge eine Woche lang auf Schloss Hagen, um an der Erbhuldigung für den im Linzer Schloss residierenden Kaiser Karl VI. teilzunehmen.
- 1762: Der erst sechsjährige Wolfgang Amadeus Mozart war während seiner Konzertreise nach Wien am 1. Oktober 1762 zu Gast im Schloss Hagen.
- 1825: Franz Schubert
- 1848–1865: Adalbert Stifter nutzte das Schloss 17 Jahre lang als Kurzzeiterholungsdomizil. Nach dem Tod der Witwe Amalie Stifter kam ein Teil des Mobiliars aus Stifters Stadtwohnung ins Schloss Hagen. Das später zum Stifter-Museumsraum ernannte „Stifterzimmer“ befand sich im Herrschaftsbereich des ersten Stockes des Schlosses Hagen und wurde 1949 unter Denkmalschutz gestellt. Einige der erhaltenen Stifter-Möbel befinden sich heute wieder im Linzer StifterHaus.[34]
- 1936–1961: Rudolf Steinbüchler lebte und arbeitete auf Schloss Hagen.

## Die Hagen-Brauerei und die ehemalige Bierhalle

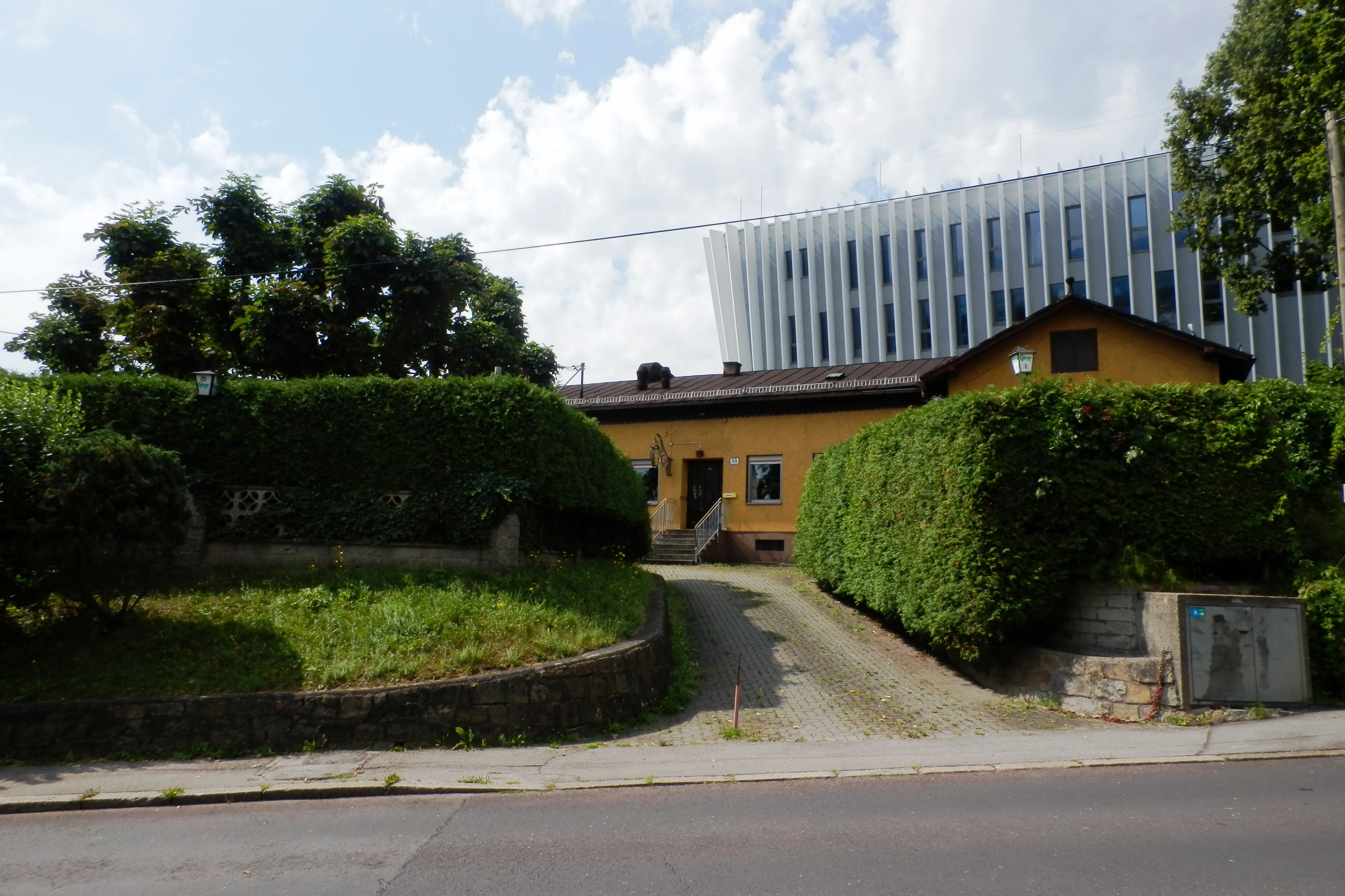
Ehem. Bierhalle der Hagenbrauerei, bis 1990 Gasthaus Hagendiele

Bereits im 16. Jahrhundert war die Brauerei Bestandteil des Gutes und späteren Schlosses Hagen. Ob das Schloss im Zuge der Erhebung zum freien Edelmannsgut das Schankrecht erlangte, ist unklar. Belegt ist, dass bereits Barbara Bischof ausschenkte. Die Stadt Linz billigte dies jedoch keinesfalls und es ist anzunehmen, dass daraufhin ein Schankverbot für das Schloss ausgesprochen wurde. Definitiv belegt ist die Existenz der Brauerei sowie einer Taverne für das Jahr 1633, da es deswegen erneut zu Streitigkeiten zwischen dem damaligen Eigentümer des Schlosses und der Stadt Linz gekommen war. Im Laufe der darauffolgenden Jahrhunderte ereignete sich eine Vielzahl von Auseinandersetzungen zwischen den jeweiligen Schlossherren und der Stadt Linz bezüglich des Schankrechts sowie der Braugerechtigkeit. Über die Produktion des Brauhauses sind einige Daten erhalten geblieben: Um 1700 sollen 4450 Eimer Bier sowie 30 Eimer Branntwein erzeugt worden sein. Diese Angaben ergeben sich aus einer Aufstellung des damaligen Besitzers des Schlosses, Ferdinand Carl von Cronpichl, als dieser das Schloss verkaufen wollte. Weitere Auskunft diesbezüglich geben die Mengen an Bier, die von Schloss Hagen zwischen 1714 und 1718 nach Linz überführt wurden: 1714 waren es zirka 1366 Eimer Bier, 1715 1629 Eimer, 1716 1399 Eimer, 1717 1756 Eimer und 1718 waren es 2085 Eimer. 1728 produzierte sie 2000 Eimer Bier und 1731 stellte die Brauerei in einem Monat ungefähr 219 Eimer Bier her. Ende des 18. Jahrhunderts hatte sich die Produktion bereits auf 4734 Eimer Bier erhöht. Um 1900 ging die Brauerei in den Besitz der Linzer Aktienbrauerei über und wurde 1906 endgültig geschlossen.
Die ebenfalls 1906 geschlossene Bierhalle der Hagen-Brauerei ist das einzige noch bestehende Gebäude der Schlossanlage Hagen. Es blieb bis 1990 als Gastronomiebetrieb unter dem Namen „Hagendiele“ erhalten. Die Brauerei wurde einst im Schweizerhausstil erbaut. Von diesem Stil und von den geschwungenen Zierbrettern der Fenster und der Veranda aus Holz ist heute aufgrund zahlreicher Umbaumaßnahmen im Laufe des 21. Jahrhunderts nicht mehr allzu viel zu erkennen.

## Die Gärten des Schlosses

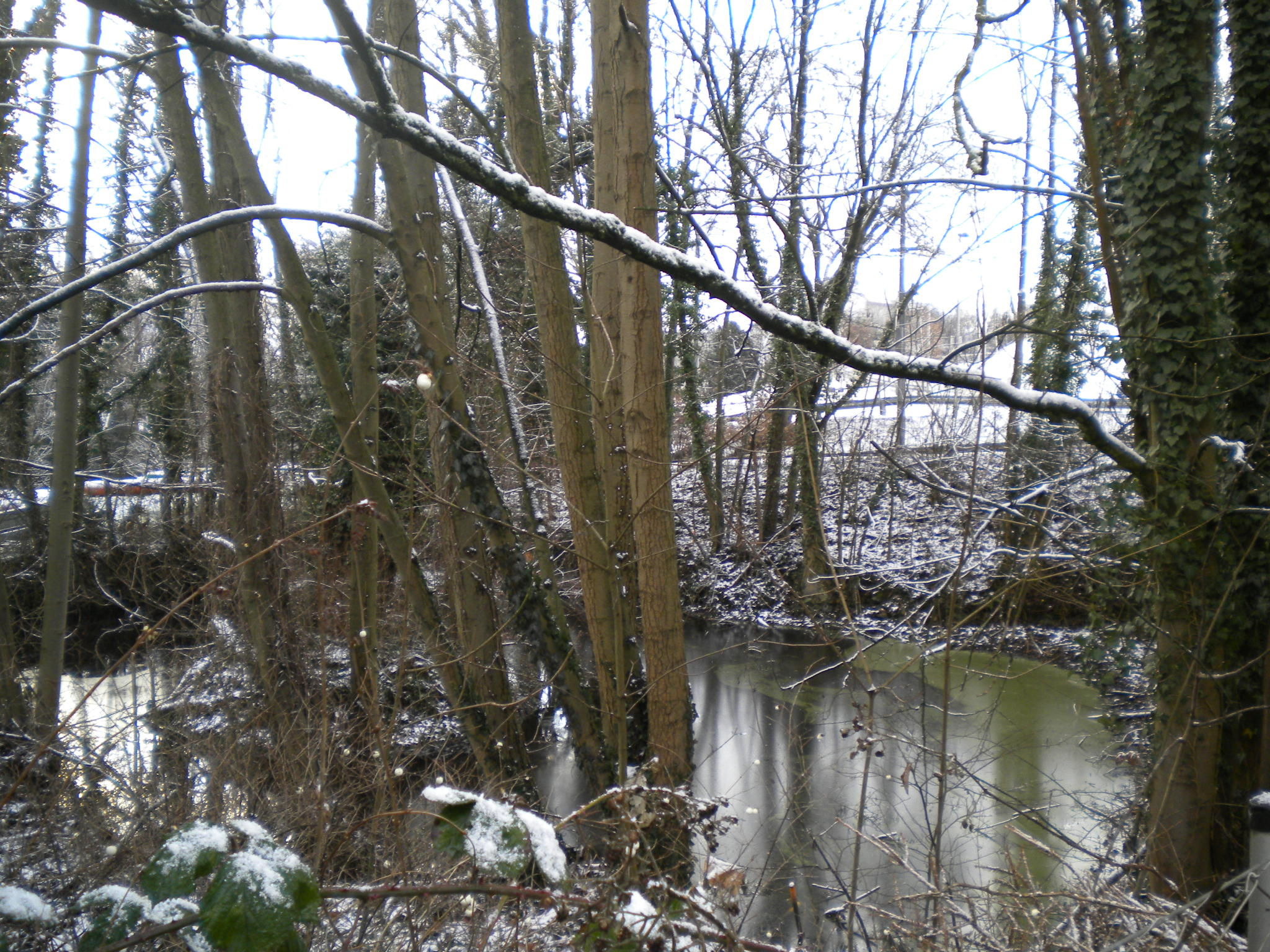
Der Teich des Schlosses Hagen heute

Laut einer nicht datierten aus der Mitte des 17. Jahrhunderts stammenden Quelle verfügte das Schloss zu dieser Zeit über zwei von Mauern umgebene Gärten, in denen sich zahlreiche Obstbäume befanden. Ab 1645 bestand weiters ein Garten, in dem Pfauen gehalten wurden (Pfauengarten), der von der Ehefrau des damaligen Schlossbesitzers Graf Christoph Ernst von Schallenberg angelegt wurde.
Auch zu Beginn des 18. Jahrhunderts finden sich Erwähnungen in der Literatur bezüglich der Gärten des Schlosses. Ende des 18. Jahrhunderts wuchsen in ihnen noch Orangen- und Zitronenbäume sowie Ananas und Kaffeepflanzen. Die Grünanlagen des Schlosses wurden im Zuge des Napoleonischen Franzosenkrieges verwüstet. Im nordwestlichen Bereich des Grundstücks befand sich ein kleiner Teich mit einer Insel, die einst über einen Steg zugängig war. Andere Teile des Grundstücks sind im Laufe der Jahre verwaldet. Von den Gärten ist heute, bis auf wenige Sandsteinfiguren, nichts mehr erhalten geblieben. Nur durch Literaturstellen und Abbildungen ist das Aussehen der ehemaligen Parkanlagen zu erahnen. Eine lebensgroße Sandsteinfigur des Hl. Nepomuk konnte gerettet werden und steht nun in der Ecke Ottensheimerstraße – Flussgasse in Linz-Urfahr.

## Sagen und Legenden rund um das Schloss Hagen
Es existieren zahlreiche historische Legenden, Sagen und Erzählungen über Schloss Hagen und seine Gründe. Einige der wichtigsten und bekanntesten sollen fortfolgend erwähnt werden: Unter der Bevölkerung gab es viele Gerüchte darüber, dass unterirdische Gänge auf den Gründen des Schlosses bestanden. Außerdem sollen in diesen Gängen Wertgegenstände und Nahrungsmittelvorräte während kriegerischer Auseinandersetzungen versteckt worden sein.
Eine andere Erzählung besagt, dass während des Bauernaufstandes zu Beginn des 17. Jahrhunderts einige Bauern Zuflucht auf den Gründen des Schlosses fanden. Es wurde ihnen ermöglicht, dort zu nächtigen und ihre Wunden und Verletzungen versorgen zu lassen. Weiters wurde ihnen Nahrung zur Verfügung gestellt. Als dies jedoch bekannt wurde und der Gegner sich auf den Weg machte, um das Schloss einzunehmen, zog ein starkes Unwetter auf, wodurch die Bauern Zeit gewannen, sich zu rüsten. Es kam schlussendlich zum Kampf, in dem die Bauern die Gegner mehrfach zurückschlagen konnten. Die Gegner waren weitaus mächtiger und konnten nur durch das Läuten der Glocke der Schlosskapelle zum Rückzug bewegt werden.
Eine weitere bekannte Sage befasst sich mit „der weißen Frau von Rosenberg“. Damit war Katharina von Walsee, geb. von Rosenberg gemeint. Sie war die Ehefrau von Reinprecht IV., dem Hauptmann ob der Enns im 15. Jahrhundert. Gemäß bestehender Legenden hielt sie sich gerne im Schloss Hagen auf. Als sie starb, soll sie in weißer Kleidung zum Schloss zurückgekehrt sein, um es vor jeglicher Gefahr zu beschützen. Unter anderem soll sie die in der Stadt Linz wütende Pest vom Schloss ferngehalten haben. Andere Erzählungen besagen, dass sich Katharina gewünscht hatte, auf Schloss Hagen beerdigt zu werden. Als dies nach ihrem Tod nicht geschah, soll sie in weißem Gewand auf das Schloss zurückgekehrt sein. Einmal soll sie sich auch der Meierin (Verwalterin) des Schlosses in der Kapelle gezeigt haben. Vor der Ankunft Napoleons wurde sie schwebend über Schloss Hagen gesichtet.

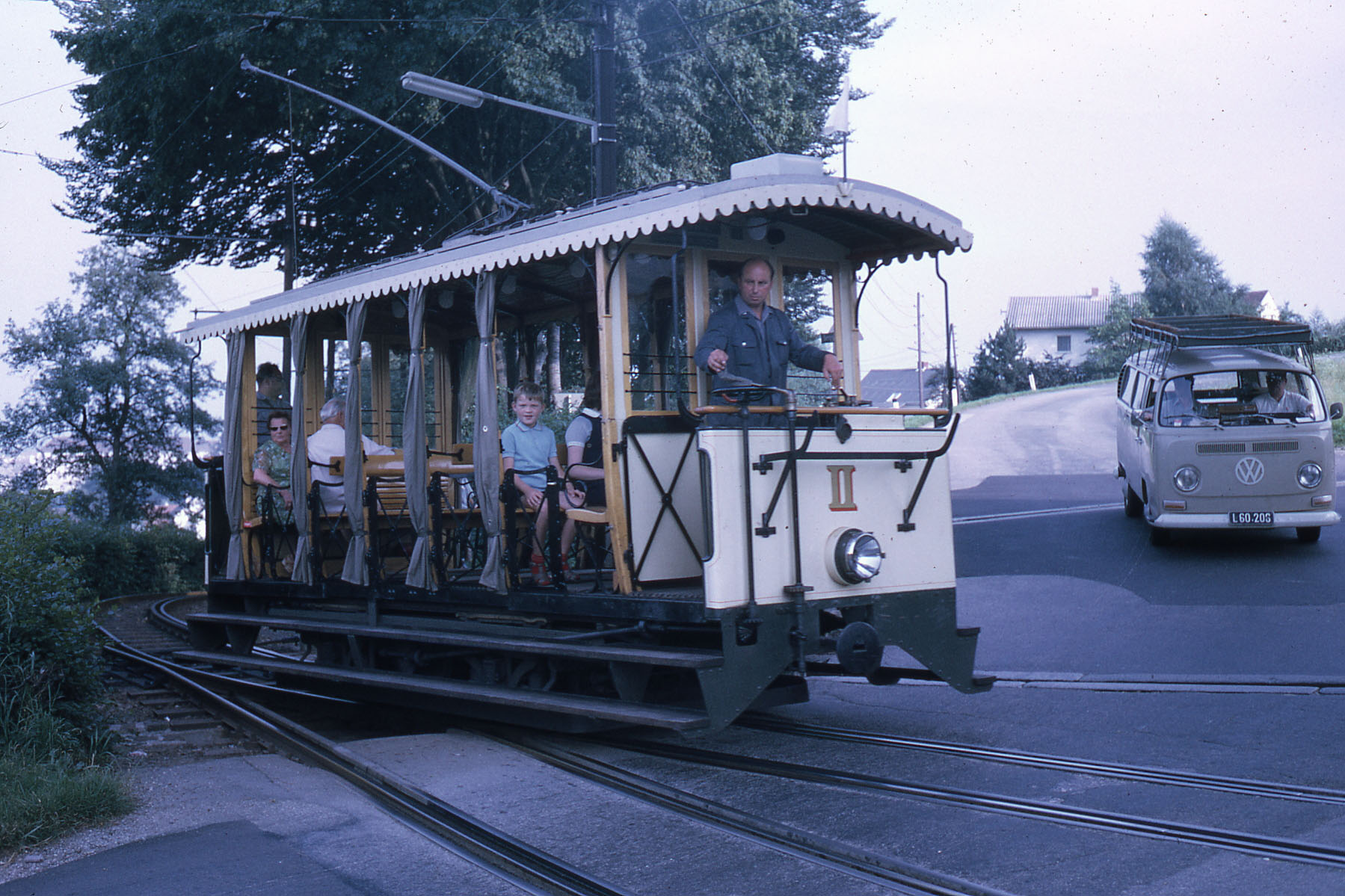
Die Pöstlingbergbahn, Sommertriebwagen vor der Ausweiche Hagen 1970

## Die Hagenstraße und die Pöstlingbergbahn
Die Hagenstraße in Linz/Urfahr wurde 1875 nach dem gleichnamigen Schloss Hagen am Fuße des Pöstlingbergs benannt. Sie führt auch heute noch an den Gründen des ehemaligen Schlosses Hagen (Hagenstraße 59) vorbei.
Die Strecke der Pöstlingbergbahn wurde 1897 entlang der Grundgrenzen des zum Schloss Hagen gehörenden Landes errichtet. Eine nach dem Schloss benannte Haltestelle der Bahn befindet sich an der Kreuzung der folgenden drei Straßen: Hagenstraße, Berggasse und Hohe Straße.